# Mexico's Next Top Model
Mexico's Next top Model (a volte abbreviato come MxNTM) è un programma messicano basato sul format di America's Next Top Model. È il secondo franchising più seguito in America Latina dopo Brazil's Next Top Model e, come quest'ultima, viene messa in onda su Sony Entertainment Television.
Nello show vengono selezionate alcune aspiranti modelle che, puntata dopo puntata, si sfidano per il titolo di Mexico's Next Top Model e la possibilità di entrare nel settore della moda. I premi per la vincitrice sono contratti con famose case di moda locali e/o internazionali. Tre edizioni dello show sono state condotte dalla topmodel messicana Elsa Benítez, la quarta, in onda dal 19 agosto al 4 novembre 2013, ha visto al timone la modella Jaydy Michel, riconfermata anche per la quinta edizione, andata in onda dal 29 settembre al 15 dicembre 2014.

## Edizioni
| Edizione | Prima messa in onda | Vincitrice              | Seconda classificata       | Altre concorrenti in ordine di eliminazione | Numero di concorrenti | Destinazione          |
| -------- | ------------------- | ----------------------- | -------------------------- | --- | --------------------- | --------------------- |
| 1        | 1º ottobre 2009     | Mariana Bayón           | Nohemí Hermosillo          | Kathya Amor, Yatzil Rubio, María Isabel Nieto, María Fernanda Sánchez, Ana Laura Cubas, Silvia Noyola, Anelis Echegaray, Verónica Sánchez, Andrea Carrión, Paulina Haro, Cecilia Pérez | 13                    | Ixtapa                |
| 2        | 9 agosto 2011       | Tracy Ariel Reuss       | Nikoll Suset Vogas Reynoso | Priscila "Pris" Zamora Balderrama, Silvia Véronica Sánchez (ritirata), Marina Isabel Ávila Victoria, Xareni Carolina Sajaropulos, Ana Claudia Reyes Armas, Lucero Quetzalli Bulnes, Grecia Vargas de Santiago & Erika Itzel Coronel, Melina Isabel Laporta Castro, Hilda Lizeth "Lee" Velazquez, María Fernanda "Fer" Herrera Esparsa, Yael Aurora Alvarez Arroyo | 14                    | San Miguel de Allende |
| 3        | 4 settembre 2012    | Sahily Cordova          | Paulina Barragán Morales   | Amira del Carmen Diaz Olaldez, Lilia "Lili" Dorotea Fifield Sánchez, Leticia "Leti" Ortiz Zapatera, Analí Ramos Perez, Eloina Cavazos Vallejo, Ana Paula Crippa Méndez, Sue Ellen B. García Salinas, Jessica Ortiz Palma, Sofía Saviano García, Perla Gaspar Valdéz, Alessa Bravo Agredano                                                                        | 13                    |                       |
| 4        | 19 agosto 2013      | Paloma Aguilar Valencia | Cindy Gradilla             | Jonnuem Torres, Alejandra Ruz, Lucía Verano de la Vega, Valeria Carmona, Magui Jimenez & Stefy Vargas Ambriz, Renata Aguilar Arana, Karely Carreón (ritirata), Michel Estrada Rodeles, Clara Gonzalez, Barbara Cortéz Coello, Iliana Ruiz | 14                    | Acapulco              |
| 5        | 29 settembre 2014   | Vanessa Ponce           | Mariana Berumen            | Nydia Galindo, Montserrat Curis, Diana Gill, Samantha Ochoa, Andrea Ibañez, Elsa Chapa, Elisa Ayon García, Kristen Fara (ritirata), Roxana Reyes, Nebai Torres, Miranda Chamosa | 13                    | Los Angeles           |